# Georgette Bastin
Georgette Bastin (Sint-Joost-ten-Node, 18 september 1884) was een Belgische kunstenares. Ze was actief in het veld van de toegepaste kunsten. 

## Leven
Georgette Bastin woonde sinds 27 augustus 1901 in Elsene, een deelgemeente van het Brussels Hoofdstedelijk Gewest, waar veel kunstenaars zich in die tijd gehuisvest hadden. Ze huwde er op 17 april 1909 met Fernand Gustave Maurice Sibille. Op 13 maart 1910 beviel ze er van een dochter: Francine Louise Juliette Fernande Sibille. Op 18 augustus 1927 verliet ze Elsene en verhuisde naar Ottignies, een deelgemeente van Ottignies-Louvain-la-Neuve.

## Werk
Mevrouw Bastin was tekenlerares in een beroepsschool en ook actief in de kunstwereld kort na 1900. Ze ontwierp behangpapier en geborduurde boekomslagen. Haar ontwerp voor behangpapier stelde ze tentoon op de Salon Triennal de Bruxelles in 1903 (5 september-2 november) in het Jubelpark te Brussel, waaraan 152 vrouwelijke kunstenaars deelnamen.
Op de Exposition Générale des Beaux-Arts van 1907 (28 augustus-10 november) stelde ze een geborduurde boekomslag met geranium op de cover voor.